# 仁木村
仁木村（にきむら）は、かつて岐阜県安八郡に存在した村である。現在の安八郡輪之内町の中央部から南西部に該当する。
村名は、かつてこの地域に存在した荘園、二木荘に由来する。安八郡二ツ木村（後の墨俣町の一部。現・大垣市墨俣町二ツ木）と区別するために、「二」を「仁」に変えて名づけられた。

## 歴史

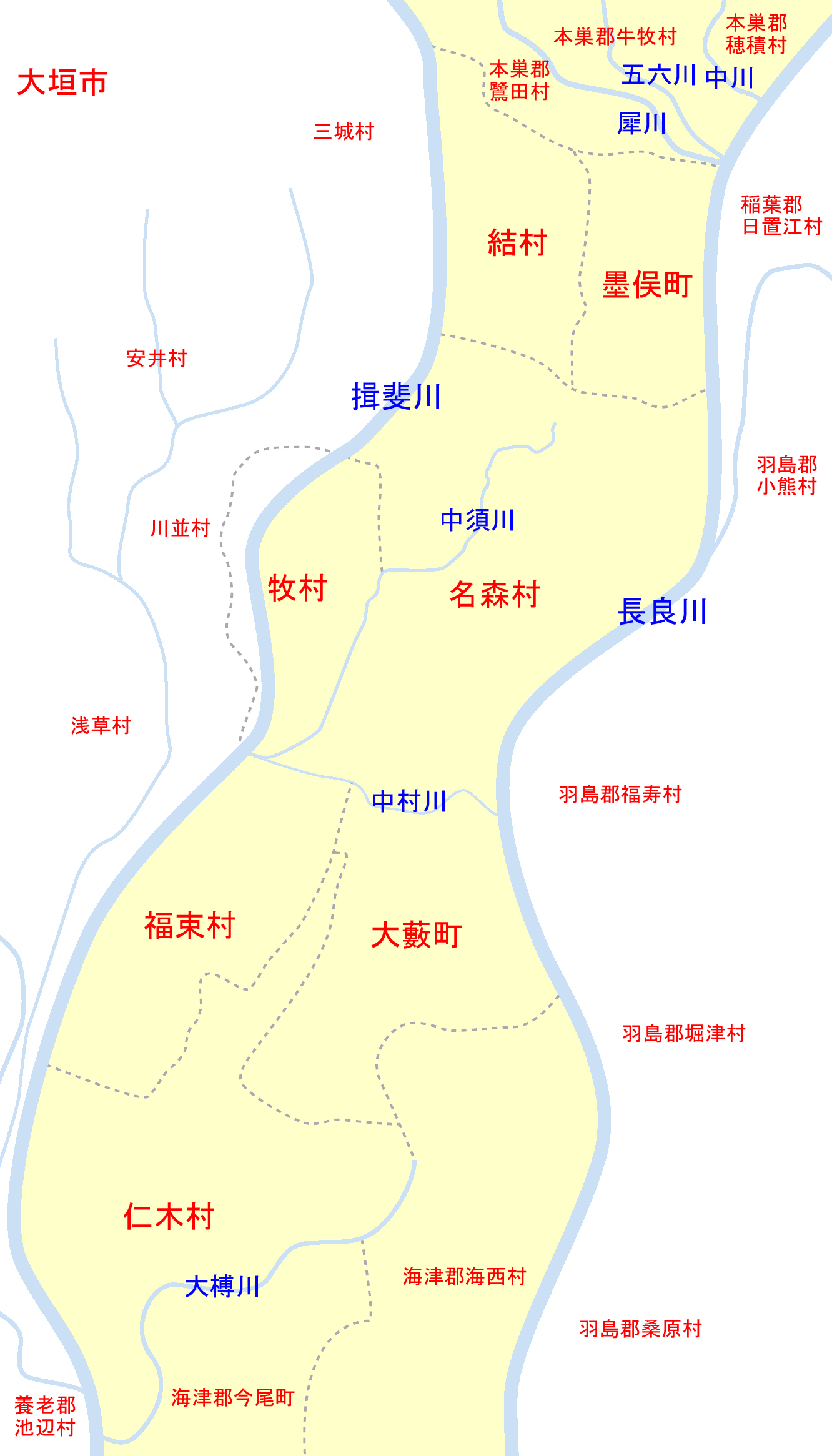
犀川事件当時の周辺自治体の位置関係図

- 江戸時代、この地域は多くの新田が開発され、尾張藩領、天領が混在していた。
- 1897年（明治30年）4月1日 - 安八郡松内村・下大榑村・大吉新田・下大榑新田・中郷新田・福束新田・海松新田・藻池新田が合併し、仁木村が発足。
- 1929年（昭和4年）1月 - 犀川事件が発生。これに先立ち同月7日に町長が辞職[1]。
- 1954年（昭和29年）4月1日 - 安八郡大薮町、福束村と合併し輪之内町が発足。同日仁木村廃止。

## 学校
- 仁木村立仁木小学校（現・輪之内町立仁木小学校）

## 名所など
- 加毛神社